# Macrosolen
Macrosolen es un género con 12 especies de arbustos  perteneciente a la familia Loranthaceae. Es originario del sudeste de Asia.

## Descripción
Son arbustos parasitarios. Las hojas son opuestas. Las inflorescencias son axilares, en forma de racimos o espigas, rara vez umbelas. Tiene las flores bisexuales. El fruto es una baya ovoide o elipsoidal.

## Taxonomía
El género fue descrito por Carl Ludwig Blume y publicado en  Systema Vegetabilium 7: 1731, en el año 1830. (Oct.-Dec. 1830). 

## Especies
- Macrosolen albicaulis Wiens
- Macrosolen avenis Danser
- Macrosolen bibracteolatus (Hance) Danser
- Macrosolen bidoupensis (Shuichiro Tagane, Van Son Dang, Nguyen Van Ngoc, Hoang Thi Binh, Natsuki Komada, Jarearnsak Sae Wai, Akiyo Naiki, Hidetoshi Nagamasu, Hironori Toyama, Tetsukazu Yahara) 2017[3]
- Macrosolen brevitubus Barlow
- Macrosolen capitellatus (Wight & Arn.) Danser
- Macrosolen cochinchinensis (Lour.) Tiegh.
- Macrosolen fordii 	(Hance) Danser
- Macrosolen geminatus 	(Merr.) Danser
- Macrosolen parasiticus (L.) Danser
- Macrosolen robinsonii (Gamble) Danser
- Macrosolen suberosus 	(Lauterb.) Danser
- Macrosolen tricolor 	(Lecomte) Danser